# Marc Pedraza
Marc Pedraza Sarto (Barcelona, 6 de febrero de 1987) es un exfutbolista español, hijo del también futbolista y fallecido Ángel Pedraza, que jugaba como centrocampista.

## Trayectoria
Formado en la cantera del F. C. Barcelona, siendo su generación, la de jugadores nacidos en el año 1987, una de las mejores de la historia de las categorías inferiores del FC Barcelona, ya que coincidió con jugadores como Leo Messi, Cesc Fábregas, Marc Valiente, Víctor Vázquez o Gerard Piqué. Con quince años se marchó al fútbol base del R. C. D. Espanyol, donde entrenaba su padre, Ángel Pedraza.
Debutó con el primer equipo el 30 de mayo de 2007, con motivo de la Copa Cataluña. Una lesión de Walter Pandiani, durante el calentamiento, le permitió jugar como titular la semifinal ante la U. E. Lleida. En la final, ante el F. C. Barcelona, repitió como titular y marcó el único tanto de su equipo. El encuentro terminó con empate a uno y los blanquiazules perdieron el título en los lanzamientos de penalti. Pocos días después fue nuevamente convocado equipo para la última jornada de liga de Primera División, ante el Deportivo de La Coruña, pero no llegó a jugar.
La temporada 2007-08 jugó en Segunda B con el R. C. D. Espanyol "B" y participó en algunos amistosos del primer equipo, como el partido del centenario del C. E. Europa, donde marcó dos goles. Para la temporada 2008-09 fue cedido al Deportivo Alavés, de Segunda División. Sin embargo, tres meses después, y al no contar con minutos de juego, prefirió regresar al filial del RCD Espanyol.
La temporada 2009-10 llegó finalmente su estreno en competición nacional con el R. C. D. Espanyol. Fue el 28 de octubre de 2009 en Getafe, jugando los once últimos minutos del partido de ida de los dieciseisavos de final la Copa del Rey. Ese mismo curso, el 2 de enero de 2010, debutó en la Primera División de España, en Mestalla ante el Valencia C. F. Fue un estreno testimonial, porque Mauricio Pochettino le hizo saltar al terreno de juego en el tiempo añadido para reemplazar a José Callejón. Sin embargo, al finalizar esa temporada, rescindió su contrato, tras ser descartado por los técnicos del club blanquiazul.
Al encontrarse sin equipo, su padre, que en ese momento entrenaba al C. E. L'Hospitalet le repescó para jugar en Segunda B con el equipo ribereño.

## Selección nacional
Jugó en varias de las categorías inferiores de la selección española: sub-16, sub-17, sub-18 y sub-19. Sus éxitos más destacados con el combinado español fueron la Eurocopa Sub-19 de 2006 y el subcampeonato de la Eurocopa Sub-17 en 2004.

## Clubes
| Club                      | País    | Año       |
| ------------------------- | ------- | --------- |
| R. C. D. Espanyol "B"     | España  | 2006-2010 |
| Deportivo Alavés (cedido) | España  | 2008      |
| C. E. L'Hospitalet        | España  | 2010-2013 |
| C. D. Numancia            | España  | 2013-2017 |
| R. C. D. Mallorca         | España  | 2017-2020 |
| F. C. Andorra             | Andorra | 2020-2022 |
| C. E. L'Hospitalet        | España  | 2022-2023 |

## Palmarés

### Títulos internacionales
| Título          | Club (*)                  | País    | Año  |
| --------------- | ------------------------- | ------- | ---- |
| Eurocopa sub-19 | Selección española sub-19 | Polonia | 2006 |

(*) Incluyendo la selección.